# El paraíso (film)
El paraíso è un film del 2023 diretto da Enrico Maria Artale.

## Trama
Il quarantenne Julio Cesar vive con la madre in una casa vicina alla foce del fiume Tevere: lavorano per uno spacciatore locale e vanno sempre a ballare insieme, fino a quando non entra nelle loro vite Ines, che suscita la gelosia nella madre.

## Distribuzione
Il film è stato presentato in anteprima in concorso alla 80ª Mostra internazionale d'arte cinematografica di Venezia il 3 settembre 2023 nella sezione Orizzonti e distribuito nelle sale cinematografiche italiane a partire dal 06 giugno 2024.

## Riconoscimenti
- 2025 – David di Donatello
  - Candidatura alla migliore sceneggiatura originale a Enrico Maria Artale

- 2023 - Mostra internazionale d'arte cinematografica[5][6]
  - Premio Orizzonti per la miglior interpretazione femminile a Margarita Rosa de Francisco
  - Premio Orizzonti per la miglior sceneggiatura a Enrico Maria Artale
  - Premio Arca CinemaGiovani al miglior film italiano